# Festival Audiovisual Black & White
O Festival Audiovisual Black & White é um festival de artes, realizado desde 2004 pela Escola das Artes da Universidade Católica Portuguesa com o objetivo de promover a produção artística em preto e branco no âmbito do vídeo, da fotografia e do áudio.

## Sobre
O objectivo principal é celebrar a estética a preto e branco, como forma específica, peculiar e única de manifestação artística. A tecnologia digital, na captação de imagens, nasce com a cor, no entanto a intuição dos artistas apela, inúmeras vezes, à produção a preto e branco. O que comprova a actualidade e o interesse da estética que só o preto e branco comunica. Para além disso, o Festival Black & White tem como objectivo estimular a criação de ambientes sonoros que remetam para a estética a preto e branco. Daí a inclusão de 3 categorias em competição: vídeo, áudio e fotografia. Urge criar uma educação do espectador para a especificidade do preto e branco, para contornar um preconceito que relaciona o preto e branco com obras fastidiosas e pedantes.

## História
O festival começou com a sua primeira edição em 2004, com vários apoios externos, tornando-se, desde então um festival de renome a nível mundial onde chegam participações tanto de profissionais como de amadores da área da arte audiovisual.